# Monacos Grand Prix 2000
Monacos Grand Prix 2000 var det sjunde av 17 lopp ingående i formel 1-VM 2000.

## Resultat
1. David Coulthard, McLaren-Mercedes, 10 poäng
2. Rubens Barrichello, Ferrari, 6
3. Giancarlo Fisichella, Benetton-Playlife, 4
4. Eddie Irvine, Jaguar-Cosworth, 3
5. Mika Salo, Sauber-Petronas, 2
6. Mika Häkkinen, McLaren-Mercedes, 1
7. Jacques Villeneuve, BAR-Honda
8. Nick Heidfeld, Prost-Peugeot
9. Johnny Herbert, Jaguar-Cosworth
10. Heinz-Harald Frentzen, Jordan-Mugen Honda (varv 70, snurrade av)
11. Jos Verstappen, Arrows-Supertec (60, snurrade av)

### Förare som bröt loppet
- Michael Schumacher, Ferrari (varv 55, upphängning)
- Ricardo Zonta, BAR-Honda (48, snurrade av)
- Ralf Schumacher, Williams-BMW (37, snurrade av)
- Jarno Trulli, Jordan-Mugen Honda (36, växellåda)
- Pedro Diniz, Sauber-Petronas (30, snurrade av)
- Jean Alesi, Prost-Peugeot (29, transmission)
- Gaston Mazzacane, Minardi-Fondmetal (22, snurrade av)
- Marc Gené, Minardi-Fondmetal (21, växellåda)
- Alexander Wurz, Benetton-Playlife (18, snurrade av)
- Jenson Button, Williams-BMW (16, motor)

### Förare som ej startade
- Pedro de la Rosa, Arrows-Supertec (0, startade inte)